# دنبالم بیا (ترانه آماندا لیر)
«دنبالم بیا» (به انگلیسی: Follow Me) ترانه‌ای از آماندا لیر خوانندهٔ اهل فرانسه است. این یکی از قطعات آلبوم استودیویی انتقام دلچسب و تک‌آهنگ اصلی آن آلبوم بود که در سال ۱۹۷۸ منتشر شد. «دنبالم بیا» آهنگ امضای آماندا لیر به‌شمار می‌آید و با فروش میلیونی که داشته موفق‌ترین اثر او تا به امروز هم بوده‌است.

## موقعیت در جدول‌های فروش
| چارت (۱۹۷۸)                | بالاترین جایگاه |
| -------------------------- | --------------- |
| اولتراتاپ بلژیک            | ۳               |
| ۴۰ آهنگ برتر هلند          | ۲               |
| ۱۰۰ تک‌آهنگ برتر هلند       | ۳               |
| مگا تاپ ۵۰ هلند            | ۳               |
| جدول ۱۰۰ تک‌آهنگ برتر آلمان | ۳               |
| تک‌آهنگ‌های برتر اتریش       | ۶               |
| جدول موسیقی سوئیس          | ۷               |